# Бенделебен
Бенделебен (њем. Bendeleben) општина је у њемачкој савезној држави Тирингија. Једно је од 50 општинских средишта округа Кифхојзер. Према процјени из 2010. у општини је живјело 711 становника. Посједује регионалну шифру (AGS) 16065006.

## Географски и демографски подаци
Бенделебен се налази у савезној држави Тирингија у округу Кифхојзер. Општина се налази на надморској висини од 160 метара. Површина општине износи 22,4 km². У самом мјесту је, према процјени из 2010. године, живјело 711 становника. Просјечна густина становништва износи 32 становника/km².

## Међународна сарадња
| Мјесто      | Држава               | Врста сарадње | Од    |
| ----------- | -------------------- | ------------- | ----- |
| Казлу Рудос | Литванија            | пријатељство  | 1990. |
| Бриџвотер   | Уједињено Краљевство | контакт       | 1994. |
|             | Француска            | партнерство   | 1969. |
| Извор       |                      |               |       |